# Guten Rutsch
Guten Rutsch! oder Einen guten Rutsch ins neue Jahr! oder Rutsch guet übere! (in der Schweiz) ist ein im deutschsprachigen Raum verbreiteter Silvester- beziehungsweise Neujahrsgruß: Dem Angesprochenen wird gewünscht, dass er gut und wohlbehalten ins neue Jahr kommen möge. Nachweisen lässt sich der Gruß etwa ab dem Jahr 1900.
Zum Ursprung der Phrase gibt es alternative Erklärungsansätze. Zum einen besteht die Ansicht, dieser Ausspruch sei jiddischen Ursprungs und über die Vermittlung des Rotwelschen ins Deutsche gelangt. Ein anderer Erklärungsansatz ergibt sich durch die schon in älteren Wörterbüchern zu findende übertragene Bedeutung des Verbs rutschen als „reisen“ und der Substantive „die Rutsche“ und „der Rutsch“ für „das Reisen“ oder „eine Fahrt“.

## Zur Herkunft von „Reise“ oder „Fahrt“
Im Deutschen Wörterbuch der Brüder Grimm finden sich neben den Erklärungen für das Verb „rutschen“ als sich „gleitend bewegen“, „von freiwilligem und unfreiwilligem gleiten“ oder „kriechen“ auch die freieren Verwendungen des Wortes mit „da rutscht’ ich fort“ und „sonntag rutscht man auf das land“ durch Johann Wolfgang von Goethe sowie unter dem Lemma anrutschen die Wendung „ich werd nächstens bei ihr angerutscht kommen“, die auf den wohl scherzhaften Gebrauch des Wortes im Sinne von „reisen“ oder „fahren“ verweisen. Einen weiteren Beleg für diese übertragene Bedeutung bietet Johann Andreas Schmeller in seinem Bayerischen Wörterbuch von 1836, der unter dem Lemma rutschen unter anderem „Irgend wohin rutschen, im Scherz: fahren. An Feyertagen rutscht das lebsüchtige München gerne auf Bering oder ins Hesselloh“ vermerkt.
Für das Femininum „die Rutsche“ ist bei den Grimms mit der Wendung „glückliche rutsch“ ebenfalls die Bedeutung „Reise“ oder „Fahrt“ nachgewiesen. Nach Küpper wird das Wort seit dem Jahr 1800 in dieser Form gebraucht, zusätzlich gibt er „auf Rutsch gehen“ für „auf Reisen gehen“ für das 19. Jahrhundert an.
Die maskuline Form „der Rutsch“ findet sich beispielsweise in der Wendung „guten (glücklichen) Rutsch“ für „gute Reise“ ab dem Jahr 1820. Mundartlich ist für Sachsen, Thüringen und Berlin seit dem Jahr 1850 auch „einen Rutsch (Rutscher) machen“ für „eine kleine Reise machen“ belegt. Seit dem 19. Jahrhundert steht also „der Rutsch“ für eine kurze Reisestrecke oder eine kleinere Reise, wobei das mit dem Verb „rutschen“ angesprochene „gleiten“ sich wohl zunächst auf eine Fahrt mit dem Schlitten bezog und später auf die Eisenbahnfahrt übertragen wurde; Küpper vermutet daher, dass der Wunsch „guten Rutsch ins neue Jahr“ für den guten Übergang ins Neujahr ein „mühelos“ Hinübergleiten „wie auf einem Schlitten“ andeuten soll. Ähnlich äußert sich Röhrich: „Zugrunde liegt die Vorstellung des langsamen, fast unmerklichen Hinübergleitens“ und ergänzt, dass der Wunsch auch verkürzt mit „Komm gut rüber!“ geläufig sei.

## Zur Herkunft aus dem Rotwelschen
Siegmund A. Wolf gab in seinem Buch Deutsche Gaunersprache. Wörterbuch des Rotwelschen an, der Silvestergruß „Guten Rutsch“ sei eine Verballhornung des hebräischen ראש השנה טוב Rosch ha schana tov, wörtlich „einen guten Kopf (Anfang) des Jahres“; daraus sei „entstellt das sonst sinnlose ‚guten Rutsch!‘ frohes Neujahr“ entstanden. Als Quelle gibt er „1956 berl. mdl.“ an. Da seine Quelle für „Rosch ha schono – Neujahr“ Adolf Friedrich Thieles Werk Die jüdischen Gauner in Deutschland, ihre Taktik, ihre Eigenthümlichkeiten und ihre Sprache (Berlin 1840) war, das – laut Wolf selbst – „von stärkster antisemitischer Tendenz“ sei und vor allem rein jiddische Vokabeln enthalte, ist nicht ganz klar, welche Wörter Thiele dem „genuin jiddischen und welche er dem rotwelschen Sprachgut entnommen“ hatte. Für Wolfs Herleitung spräche allerdings, dass schon um die Mitte des 18. Jahrhunderts das jiddische „rosch“ als „Rosch“ für „Kopf“ und „Rusch“ für „Commendant“ im Rotwelschen verbreitet waren.
Gegen Wolfs These wurden von Walter Röll 2002 lautliche und sprachpragmatische Gründe vorgebracht. Zunächst einmal – so Röll – sei die westjiddische Benennung des jüdischen Neujahrfestes rausch haschono/-ne oder rauschaschone/-scheschone und nicht etwa rosch haschana, denn letzteres sei sephardisch und gelte als gehobener Sprachgebrauch. Zudem sei die „lautliche Distanz zwischen ‚rausch‘ und ‚Rutsch‘ […] ziemlich groß“, und aus sprachhistorischen Gründen sei auch eine ältere Form des Wortes ausgeschlossen, denn „die Diphthongierung von /o:/ zu /ou/ ist […] vor 1500 schon gesprochen worden“. Ein weiterer Einwand gegen Wolf ergibt sich für Röll aus der Tatsache, dass nicht nur die Termine des christlichen und des jüdischen Neujahrsfestes nicht zusammenfallen, sondern auch die jiddischen Bezeichnungen für die jüdischen und christlichen Feiertage unterschiedlich seien. So sei Carl Wilhelm Friedrichs Wörterbuch Unterricht in der Judensprache (Prenzlau 1784) zu entnehmen, dass das Neujahr der Christen schone chadosche (wörtlich neues Jahr) genannt wurde, das Neujahr der Juden aber rosch haschone („der Anfang des Jahres“). Auch Johann Heinrich Callenberg bezeuge in seinem Jüdischteutschen Wörterbüchlein … (Halle 1736), dass der Neujahrwunsch gegenüber Christen schone chadosche („Gott verleihe dir ein gutes neues Jahr“) gewesen sei, und so fragt Röll, wie „im Verkehr mit Nichtjuden aus einem Wunsch zur christlichen ‚schone chadosche‘ ein ‚guter Rutsch‘“ geworden sein soll.

## Bildmotiv
Gemeinsam mit Simon Neuberg schlug Walter Röll ebenfalls 2002 einen anderen Ansatz als den sprachlichen zur Klärung der Herkunft des Neujahrwunsches vor: Ausgehend davon, dass weder die Grimms in ihrem Deutschen Wörterbuch noch Daniel Sanders in seinem Wörterbuch der deutschen Sprache (Leipzig 1876) den Ausdruck „Guten Rutsch“ kannten, sei mit einer Entstehung der Wendung als Neujahrsgruß womöglich erst um 1900 zu rechnen, und möglicherweise habe zu dessen Verbreitung ein Multiplikator in Form eines „Leitmediums“ beigetragen. Dieses könnte nach Neuberg und Röll die Bildpostkarte gewesen sein, die sich um 1890/1895 zu verbreiten begann. Nach der Jahrhundertwende zum 20. Jahrhundert habe sich der Markt für „offen verschickte Glückwünsche … explosionsartig“ vermehrt, und ein häufiges Motiv für Neujahrsglückwünsche sei unter anderem der „Gute Rutsch“ gewesen. Neuberg und Röll gehen davon aus, dass „bei geduldigem Suchen“ auch Bildpostkarten vom Beginn des 20. Jahrhunderts zu finden sein müssten, auf denen das „Bildmotiv ‚guter Rutsch‘ auch verbalisiert ist“.